# Eurito (filosofo)
Eurito (in greco antico: Εὔρυτος?, Éurytos; Crotone, ... – Crotone, ...; fl. 400 a.C.) è stato un filosofo greco antico della scuola pitagorica.

## Biografia
Secondo Giamblico era originario di Crotone, mentre Diogene Laerzio lo enumera tra i pitagorici tarantini.
Fu discepolo di Filolao, e sempre Diogene lo cita tra i maestri di Platone, anche se questa affermazione è da ritenersi dubbia. Non è noto se abbia scritto una qualche opera: il solo Giovanni Stobeo ne cita il Sulla fortuna, di cui è pervenuto fino ai giorni nostri un frammento, ma non è certo che il riferimento sia allo stesso filosofo pitagorico.